# Palparellus damarensis
Palparellus damarensis är en insektsart som först beskrevs av Robert McLachlan 1867.
Palparellus damarensis ingår i släktet Palparellus och familjen myrlejonsländor. Inga underarter finns listade i Catalogue of Life.